# 白枝流苏树
白枝流苏树（学名：Chionanthus brachythyrsus），原名为白枝李榄，为木犀科流苏树属下的一个种。产于中国海南。生于低海拔的山顶杂林中或山谷林中。模式标本采自海南陵水。